# Адам от Говърлево
Адам от Говърлево или Адам от Македония (на македонска литературна норма: Адам од Македонија), е находка от новокаменната епоха - фрагмент от керамична статуетка на мъж в седнало положение, открита при разкопки през 2000 г. на археологическия обект Цере в село Говърлево край Скопие, Северна Македония. Разкопките са водени от археолога на Скопския музей Милош Билбия, който пръв забелязал артефакта на последния ден от октомврийските археологически проучвания на границата между културните слоеве, принадлежащи на неолита и енеолита. Чрез радиоизитопно датиране германска лаборатория е определила средата на 6-ото хилядолетие пр.н.е. като времето на изработване.
Веднага след намирането си тя получава името „Хилядолетното откритие“, а впоследствие „Адам от Македония“.
Шедьовърът с експилицитно реалистична форма на изкуство за първи път е показан на широката публика на 30 септември 2006 г., по време на мероприятието „Бялата нощ“.
Находката е изложена в Скопския музей.